# Нассау (округ, Флорида)
Шаблон:StateAbbr_ 30°37′ пн. ш. 81°46′ зх. д. / 30.61° пн. ш. 81.77° зх. д.
Округ Нассау (англ. Nassau County) — округ (графство) у штаті Флорида, США. Ідентифікатор округу 12089.

## Історія
Округ утворений 1824 року.

## Демографія
За даними перепису 2000 року загальне населення округу становило 57663 осіб, зокрема міського населення було 28423, а сільського — 29240. Серед мешканців округу чоловіків було 28443, а жінок — 29220. В окрузі було 21980 домогосподарств, 16532 родин, які мешкали в 25917 будинках. Середній розмір родини становив 2,97.
Віковий розподіл населення поданий у таблиці:
| Стать    | До 15 років | 15-21 | 22-29 | 30-39 | 40-49 | 50-65 | 65-85 | Понад 85 |
| -------- | ----------- | ----- | ----- | ----- | ----- | ----- | ----- | -------- |
| Чоловіки | 6087        | 2624  | 2452  | 4164  | 4599  | 5231  | 3129  | 157      |
| Жінки    | 5821        | 2386  | 2486  | 4397  | 4666  | 5483  | 3594  | 387      |

## Суміжні округи
- Кемден, Джорджія — північ
- Дювал — південь
- Бейкер — південний захід
- Чарльтон, Джорджія — захід